# Nicolaas van Griekenland en Denemarken

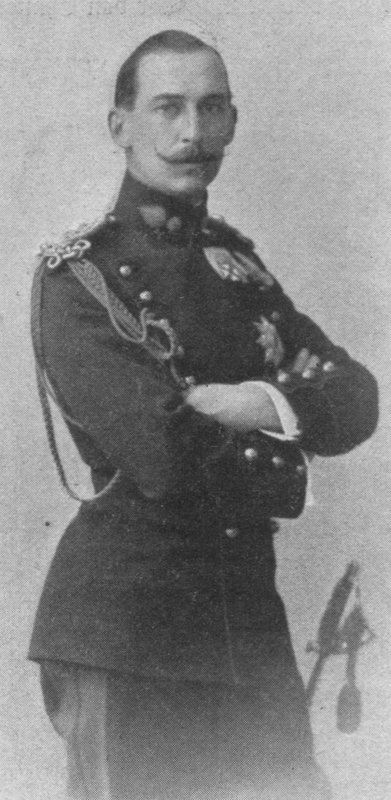
Prins Nicolaas

Nicolaas van Sleeswijk-Holstein-Sonderburg-Glücksburg (Grieks: Πρίγκιπας Νικόλαος της Ελλάδας) (Athene, Griekenland, 22 januari 1872 – Athene, 8 februari 1938), prins van Griekenland en Denemarken, was de derde zoon van koning George I en Olga Konstantinova van Rusland. 
Hij trouwde op 29 augustus 1902 te Tsarskoje Selo met grootvorstin Helena Vladimirovna van Rusland, een kleindochter van tsaar Alexander II. Ze kregen drie dochters:
- Olga (11 juni 1903 – 16 oktober 1997), getrouwd met Paul van Joegoslavië
- Elisabeth (24 mei 1904 – 11 januari 1955), getrouwd met graaf Karel Theodoor zu Törring-Jettenbach, een kleinzoon van Karel Theodoor in Beieren
- Marina (13 december 1906 – 27 augustus 1968), getrouwd met George, Hertog van Kent

Nicolaas had de bijnaam “Greek Nicky” (Greek, opdat hij niet verward zou worden met “Nicky”). Hij was een getalenteerd schilder en ondertekende zijn werken altijd met “Nicolaas Leprince”. Samen met zijn broers Constantijn en George hielp hij bij de organisatie van de Olympische Zomerspelen 1896 in Athene.

## Kwartierstaat (voorouders)
| Frederik Willem van Sleeswijk- Holstein-Sonderburg-Glücksburg (1785-1831) | Frederik Willem van Sleeswijk- Holstein-Sonderburg-Glücksburg (1785-1831) | Frederik Willem van Sleeswijk- Holstein-Sonderburg-Glücksburg (1785-1831) | Frederik Willem van Sleeswijk- Holstein-Sonderburg-Glücksburg (1785-1831) | Frederik Willem van Sleeswijk- Holstein-Sonderburg-Glücksburg (1785-1831) | Frederik Willem van Sleeswijk- Holstein-Sonderburg-Glücksburg (1785-1831) | Louise Caroline van Hesse-Kassel (1789-1867) | Louise Caroline van Hesse-Kassel (1789-1867) | Louise Caroline van Hesse-Kassel (1789-1867)     | Louise Caroline van Hesse-Kassel (1789-1867)     | Louise Caroline van Hesse-Kassel (1789-1867)     | Louise Caroline van Hesse-Kassel (1789-1867)     |                                                  |                                                  | Willem van Hessen-Kassel (1787-1867) | Willem van Hessen-Kassel (1787-1867) | Willem van Hessen-Kassel (1787-1867)  | Willem van Hessen-Kassel (1787-1867)  | Willem van Hessen-Kassel (1787-1867)  | Willem van Hessen-Kassel (1787-1867)  | Louise Charlotte van Denemarken (1789-1864) | Louise Charlotte van Denemarken (1789-1864) | Louise Charlotte van Denemarken (1789-1864) | Louise Charlotte van Denemarken (1789-1864) | Louise Charlotte van Denemarken (1789-1864)        | Louise Charlotte van Denemarken (1789-1864)        |                                                    |                                                    | Nicolaas I van Rusland (1796–1855)                 | Nicolaas I van Rusland (1796–1855)                 | Nicolaas I van Rusland (1796–1855) | Nicolaas I van Rusland (1796–1855) | Nicolaas I van Rusland (1796–1855)                | Nicolaas I van Rusland (1796–1855)                | Charlotte van Pruisen (1798-1860)                 | Charlotte van Pruisen (1798-1860)                 | Charlotte van Pruisen (1798-1860)                 | Charlotte van Pruisen (1798-1860)                 | Charlotte van Pruisen (1798-1860)           | Charlotte van Pruisen (1798-1860)           |                                                   |                                                   | Jozef van Saksen-Altenburg (1789-1868)            | Jozef van Saksen-Altenburg (1789-1868)            | Jozef van Saksen-Altenburg (1789-1868)            | Jozef van Saksen-Altenburg (1789-1868)            | Jozef van Saksen-Altenburg (1789-1868)     | Jozef van Saksen-Altenburg (1789-1868)     | Amelie van Württemberg (1799-1848)                    | Amelie van Württemberg (1799-1848)                    | Amelie van Württemberg (1799-1848)                    | Amelie van Württemberg (1799-1848)                    | Amelie van Württemberg (1799-1848)                    | Amelie van Württemberg (1799-1848)                    |  |  |  |  |  |  |  |  |  |  |  |  |  |  |  |  |  |  |  |  |  |  |  |  |  |  |  |  |  |  |  |  |  |  |  |  |  |  |  |  |  |  |  |  |  |  |  |  |
| Frederik Willem van Sleeswijk- Holstein-Sonderburg-Glücksburg (1785-1831) | Frederik Willem van Sleeswijk- Holstein-Sonderburg-Glücksburg (1785-1831) | Frederik Willem van Sleeswijk- Holstein-Sonderburg-Glücksburg (1785-1831) | Frederik Willem van Sleeswijk- Holstein-Sonderburg-Glücksburg (1785-1831) | Frederik Willem van Sleeswijk- Holstein-Sonderburg-Glücksburg (1785-1831) | Frederik Willem van Sleeswijk- Holstein-Sonderburg-Glücksburg (1785-1831) | Louise Caroline van Hesse-Kassel (1789-1867) | Louise Caroline van Hesse-Kassel (1789-1867) | Louise Caroline van Hesse-Kassel (1789-1867)     | Louise Caroline van Hesse-Kassel (1789-1867)     | Louise Caroline van Hesse-Kassel (1789-1867)     | Louise Caroline van Hesse-Kassel (1789-1867)     |                                                  |                                                  | Willem van Hessen-Kassel (1787-1867) | Willem van Hessen-Kassel (1787-1867) | Willem van Hessen-Kassel (1787-1867)  | Willem van Hessen-Kassel (1787-1867)  | Willem van Hessen-Kassel (1787-1867)  | Willem van Hessen-Kassel (1787-1867)  | Louise Charlotte van Denemarken (1789-1864) | Louise Charlotte van Denemarken (1789-1864) | Louise Charlotte van Denemarken (1789-1864) | Louise Charlotte van Denemarken (1789-1864) | Louise Charlotte van Denemarken (1789-1864)        | Louise Charlotte van Denemarken (1789-1864)        |                                                    |                                                    | Nicolaas I van Rusland (1796–1855)                 | Nicolaas I van Rusland (1796–1855)                 | Nicolaas I van Rusland (1796–1855) | Nicolaas I van Rusland (1796–1855) | Nicolaas I van Rusland (1796–1855)                | Nicolaas I van Rusland (1796–1855)                | Charlotte van Pruisen (1798-1860)                 | Charlotte van Pruisen (1798-1860)                 | Charlotte van Pruisen (1798-1860)                 | Charlotte van Pruisen (1798-1860)                 | Charlotte van Pruisen (1798-1860)           | Charlotte van Pruisen (1798-1860)           |                                                   |                                                   | Jozef van Saksen-Altenburg (1789-1868)            | Jozef van Saksen-Altenburg (1789-1868)            | Jozef van Saksen-Altenburg (1789-1868)            | Jozef van Saksen-Altenburg (1789-1868)            | Jozef van Saksen-Altenburg (1789-1868)     | Jozef van Saksen-Altenburg (1789-1868)     | Amelie van Württemberg (1799-1848)                    | Amelie van Württemberg (1799-1848)                    | Amelie van Württemberg (1799-1848)                    | Amelie van Württemberg (1799-1848)                    | Amelie van Württemberg (1799-1848)                    | Amelie van Württemberg (1799-1848)                    |  |  |  |  |  |  |  |  |  |  |  |  |  |  |  |  |  |  |  |  |  |  |  |  |  |  |  |  |  |  |  |  |  |  |  |  |  |  |  |  |  |  |  |  |  |  |  |  |
|                                                                           |                                                                           |                                                                           |                                                                           |                                                                           |                                                                           |                                              |                                              |                                                  |                                                  |                                                  |                                                  |                                                  |                                                  |                                      |                                      |                                       |                                       |                                       |                                       |                                             |                                             |                                             |                                             |                                                    |                                                    |                                                    |                                                    |                                                    |                                                    |                                    |                                    |                                                   |                                                   |                                                   |                                                   |                                                   |                                                   |                                             |                                             |                                                   |                                                   |                                                   |                                                   |                                                   |                                                   |                                            |                                            |                                                       |                                                       |                                                       |                                                       |                                                       |                                                       |  |  |  |  |  |  |  |  |  |  |  |  |  |  |  |  |  |  |  |  |  |  |  |  |  |  |  |  |  |  |  |  |  |  |  |  |  |  |  |  |  |  |  |  |  |  |  |  |
|                                                                           |                                                                           |                                                                           |                                                                           | Christiaan IX van Denemarken (1818-1906)                                  | Christiaan IX van Denemarken (1818-1906)                                  | Christiaan IX van Denemarken (1818-1906)     | Christiaan IX van Denemarken (1818-1906)     | Christiaan IX van Denemarken (1818-1906)         | Christiaan IX van Denemarken (1818-1906)         |                                                  |                                                  |                                                  |                                                  |                                      |                                      | Louise van Hessen-Kassel (1817-1898)  | Louise van Hessen-Kassel (1817-1898)  | Louise van Hessen-Kassel (1817-1898)  | Louise van Hessen-Kassel (1817-1898)  | Louise van Hessen-Kassel (1817-1898)        | Louise van Hessen-Kassel (1817-1898)        |                                             |                                             |                                                    |                                                    |                                                    |                                                    |                                                    |                                                    |                                    |                                    | Constantijn Nikolajevitsj van Rusland (1827-1892) | Constantijn Nikolajevitsj van Rusland (1827-1892) | Constantijn Nikolajevitsj van Rusland (1827-1892) | Constantijn Nikolajevitsj van Rusland (1827-1892) | Constantijn Nikolajevitsj van Rusland (1827-1892) | Constantijn Nikolajevitsj van Rusland (1827-1892) |                                             |                                             |                                                   |                                                   |                                                   |                                                   | Alexandra van Saksen-Altenburg (1830-1911)        | Alexandra van Saksen-Altenburg (1830-1911)        | Alexandra van Saksen-Altenburg (1830-1911) | Alexandra van Saksen-Altenburg (1830-1911) | Alexandra van Saksen-Altenburg (1830-1911)            | Alexandra van Saksen-Altenburg (1830-1911)            |                                                       |                                                       |                                                       |                                                       |  |  |  |  |  |  |  |  |  |  |  |  |  |  |  |  |  |  |  |  |  |  |  |  |  |  |  |  |  |  |  |  |  |  |  |  |  |  |  |  |  |  |  |  |  |  |  |  |
|                                                                           |                                                                           |                                                                           |                                                                           | Christiaan IX van Denemarken (1818-1906)                                  | Christiaan IX van Denemarken (1818-1906)                                  | Christiaan IX van Denemarken (1818-1906)     | Christiaan IX van Denemarken (1818-1906)     | Christiaan IX van Denemarken (1818-1906)         | Christiaan IX van Denemarken (1818-1906)         |                                                  |                                                  |                                                  |                                                  |                                      |                                      | Louise van Hessen-Kassel (1817-1898)  | Louise van Hessen-Kassel (1817-1898)  | Louise van Hessen-Kassel (1817-1898)  | Louise van Hessen-Kassel (1817-1898)  | Louise van Hessen-Kassel (1817-1898)        | Louise van Hessen-Kassel (1817-1898)        |                                             |                                             |                                                    |                                                    |                                                    |                                                    |                                                    |                                                    |                                    |                                    | Constantijn Nikolajevitsj van Rusland (1827-1892) | Constantijn Nikolajevitsj van Rusland (1827-1892) | Constantijn Nikolajevitsj van Rusland (1827-1892) | Constantijn Nikolajevitsj van Rusland (1827-1892) | Constantijn Nikolajevitsj van Rusland (1827-1892) | Constantijn Nikolajevitsj van Rusland (1827-1892) |                                             |                                             |                                                   |                                                   |                                                   |                                                   | Alexandra van Saksen-Altenburg (1830-1911)        | Alexandra van Saksen-Altenburg (1830-1911)        | Alexandra van Saksen-Altenburg (1830-1911) | Alexandra van Saksen-Altenburg (1830-1911) | Alexandra van Saksen-Altenburg (1830-1911)            | Alexandra van Saksen-Altenburg (1830-1911)            |                                                       |                                                       |                                                       |                                                       |  |  |  |  |  |  |  |  |  |  |  |  |  |  |  |  |  |  |  |  |  |  |  |  |  |  |  |  |  |  |  |  |  |  |  |  |  |  |  |  |  |  |  |  |  |  |  |  |
|                                                                           |                                                                           |                                                                           |                                                                           |                                                                           |                                                                           |                                              |                                              |                                                  |                                                  | George I van Griekenland (1845-1913)             | George I van Griekenland (1845-1913)             | George I van Griekenland (1845-1913)             | George I van Griekenland (1845-1913)             | George I van Griekenland (1845-1913) | George I van Griekenland (1845-1913) |                                       |                                       |                                       |                                       |                                             |                                             |                                             |                                             |                                                    |                                                    |                                                    |                                                    |                                                    |                                                    |                                    |                                    |                                                   |                                                   |                                                   |                                                   |                                                   |                                                   | Olga Konstantinovna van Rusland (1851-1926) | Olga Konstantinovna van Rusland (1851-1926) | Olga Konstantinovna van Rusland (1851-1926)       | Olga Konstantinovna van Rusland (1851-1926)       | Olga Konstantinovna van Rusland (1851-1926)       | Olga Konstantinovna van Rusland (1851-1926)       |                                                   |                                                   |                                            |                                            |                                                       |                                                       |                                                       |                                                       |                                                       |                                                       |  |  |  |  |  |  |  |  |  |  |  |  |  |  |  |  |  |  |  |  |  |  |  |  |  |  |  |  |  |  |  |  |  |  |  |  |  |  |  |  |  |  |  |  |  |  |  |  |
|                                                                           |                                                                           |                                                                           |                                                                           |                                                                           |                                                                           |                                              |                                              |                                                  |                                                  | George I van Griekenland (1845-1913)             | George I van Griekenland (1845-1913)             | George I van Griekenland (1845-1913)             | George I van Griekenland (1845-1913)             | George I van Griekenland (1845-1913) | George I van Griekenland (1845-1913) |                                       |                                       |                                       |                                       |                                             |                                             |                                             |                                             |                                                    |                                                    |                                                    |                                                    |                                                    |                                                    |                                    |                                    |                                                   |                                                   |                                                   |                                                   |                                                   |                                                   | Olga Konstantinovna van Rusland (1851-1926) | Olga Konstantinovna van Rusland (1851-1926) | Olga Konstantinovna van Rusland (1851-1926)       | Olga Konstantinovna van Rusland (1851-1926)       | Olga Konstantinovna van Rusland (1851-1926)       | Olga Konstantinovna van Rusland (1851-1926)       |                                                   |                                                   |                                            |                                            |                                                       |                                                       |                                                       |                                                       |                                                       |                                                       |  |  |  |  |  |  |  |  |  |  |  |  |  |  |  |  |  |  |  |  |  |  |  |  |  |  |  |  |  |  |  |  |  |  |  |  |  |  |  |  |  |  |  |  |  |  |  |  |
|                                                                           |                                                                           |                                                                           |                                                                           |                                                                           |                                                                           |                                              |                                              |                                                  |                                                  |                                                  |                                                  |                                                  |                                                  |                                      |                                      |                                       |                                       |                                       |                                       |                                             |                                             |                                             |                                             |                                                    |                                                    |                                                    |                                                    |                                                    |                                                    |                                    |                                    |                                                   |                                                   |                                                   |                                                   |                                                   |                                                   |                                             |                                             |                                                   |                                                   |                                                   |                                                   |                                                   |                                                   |                                            |                                            |                                                       |                                                       |                                                       |                                                       |                                                       |                                                       |  |  |  |  |  |  |  |  |  |  |  |  |  |  |  |  |  |  |  |  |  |  |  |  |  |  |  |  |  |  |  |  |  |  |  |  |  |  |  |  |  |  |  |  |  |  |  |  |
|                                                                           |                                                                           |                                                                           |                                                                           |                                                                           |                                                                           |                                              |                                              |                                                  |                                                  |                                                  |                                                  |                                                  |                                                  |                                      |                                      |                                       |                                       |                                       |                                       |                                             |                                             |                                             |                                             |                                                    |                                                    |                                                    |                                                    |                                                    |                                                    |                                    |                                    |                                                   |                                                   |                                                   |                                                   |                                                   |                                                   |                                             |                                             |                                                   |                                                   |                                                   |                                                   |                                                   |                                                   |                                            |                                            |                                                       |                                                       |                                                       |                                                       |                                                       |                                                       |  |  |  |  |  |  |  |  |  |  |  |  |  |  |  |  |  |  |  |  |  |  |  |  |  |  |  |  |  |  |  |  |  |  |  |  |  |  |  |  |  |  |  |  |  |  |  |  |
| Constantijn I van Griekenland (1868-1923)                                 | Constantijn I van Griekenland (1868-1923)                                 | Constantijn I van Griekenland (1868-1923)                                 | Constantijn I van Griekenland (1868-1923)                                 | Constantijn I van Griekenland (1868-1923)                                 | Constantijn I van Griekenland (1868-1923)                                 |                                              |                                              | George van Griekenland en Denemarken (1869-1957) | George van Griekenland en Denemarken (1869-1957) | George van Griekenland en Denemarken (1869-1957) | George van Griekenland en Denemarken (1869-1957) | George van Griekenland en Denemarken (1869-1957) | George van Griekenland en Denemarken (1869-1957) |                                      |                                      | Alexandra van Griekenland (1870-1891) | Alexandra van Griekenland (1870-1891) | Alexandra van Griekenland (1870-1891) | Alexandra van Griekenland (1870-1891) | Alexandra van Griekenland (1870-1891)       | Alexandra van Griekenland (1870-1891)       |                                             |                                             | Nicolaas van Griekenland en Denemarken (1872-1938) | Nicolaas van Griekenland en Denemarken (1872-1938) | Nicolaas van Griekenland en Denemarken (1872-1938) | Nicolaas van Griekenland en Denemarken (1872-1938) | Nicolaas van Griekenland en Denemarken (1872-1938) | Nicolaas van Griekenland en Denemarken (1872-1938) |                                    |                                    | Maria van Griekenland en Denemarken (1876-1940)   | Maria van Griekenland en Denemarken (1876-1940)   | Maria van Griekenland en Denemarken (1876-1940)   | Maria van Griekenland en Denemarken (1876-1940)   | Maria van Griekenland en Denemarken (1876-1940)   | Maria van Griekenland en Denemarken (1876-1940)   |                                             |                                             | Andreas van Griekenland en Denemarken (1882-1944) | Andreas van Griekenland en Denemarken (1882-1944) | Andreas van Griekenland en Denemarken (1882-1944) | Andreas van Griekenland en Denemarken (1882-1944) | Andreas van Griekenland en Denemarken (1882-1944) | Andreas van Griekenland en Denemarken (1882-1944) |                                            |                                            | Christoffel van Griekenland en Denemarken (1888-1940) | Christoffel van Griekenland en Denemarken (1888-1940) | Christoffel van Griekenland en Denemarken (1888-1940) | Christoffel van Griekenland en Denemarken (1888-1940) | Christoffel van Griekenland en Denemarken (1888-1940) | Christoffel van Griekenland en Denemarken (1888-1940) |  |  |  |  |  |  |  |  |  |  |  |  |  |  |  |  |  |  |  |  |  |  |  |  |  |  |  |  |  |  |  |  |  |  |  |  |  |  |  |  |  |  |  |  |  |  |  |  |